# Torta del Casar
La torta del Casar és un formatge elaborat amb llet crua d'ovella de les races merina i entrefina. La coagulació de la llet es realitza amb quall vegetal procedent del card (Cynara cardunculus) i té un període de maduració mínim de 60 dies. S'elabora a les comarques de Llanos de Cáceres, Sierra de Fuentes i Montánchez, localitzades a la província de Càceres (Extremadura) i constituïdes per 36 municipis.
Des de l'any 2003 gaudeix del reconeixement de la Unió Europea com a Denominació d'Origen Protegida (DOP).